# فالمر
فالمر (به انگلیسی: Falmer) یک روستا و محله مدنی در بریتانیا است که در Lewes واقع شده‌است. فالمر ۱۷٫۰ کیلومتر مربع مساحت و ۲۸۴ نفر جمعیت دارد.